# Ivan Vutsov
Ivan Kolev Vutsov (Gabrovo, 14 de dezembro de 1939 – Sófia, 18 de janeiro de 2019) foi um futebolista e treinador búlgaro que atuava como defensor.

## Carreira
Ele se destacou fazendo sua carreira no Levski Sofia, onde jogou por nove anos, e disputando a Copa do Mundo de 1966 
E como treinador na Copa do Mundo de 1986 pela Seleção Búlgara. Ele também atuou como treinador de futebol até 1994, sendo que descobriu o craque Alen Bokšić.